# Yesterday
"Yesterday" er en sang af Paul McCartney indspillet af The Beatles den 14. juni 1965 og udsendt på albummet Help!. Sangen blev ganske vist krediteret "Lennon/McCartney" som sædvane var, men er udelukkende et McCartney-projekt. 

## Sangens oprindelse og indspilning
Ifølge McCartney selv kom melodien til ham i en drøm allerede i starten af 1964, og han spillede den for George Martin samt resten af The Beatles, der kunne lide den. Teksten tog ham lang tid at få til at fungere – på et tidspunkt havde den arbejdstitlen "Scrambled eggs". Men den egentlige grund til, at den først blev indspillet halvandet år efter, at melodien var klar, var nok nærmere, at gruppen ikke syntes, at den passede til deres image. De var kendt for glade melodier i hurtigt tempo, og "Yesterday" er modsat melankolsk og langsom. I den udgave, der blev indspillet, blev dens melankolske stemning yderligere understreget af den strygerkvartet, som George Martin foreslog som akkompagnement i andet vers. I øvrigt er det kun Paul McCartney fra gruppen, der medvirkede på indspilningen.
Sangen blev ret hurtigt efter udgivelsen af Help! udsendt som single i USA, hvor den meget hurtigt nåede førstepladsen på Billboard. Først flere år efter opløsningen af The Beatles udkom "Yesterday" på single i England, og den nåede ikke helt så højt på hitlisterne her (ottendeplads i 1976).

## Andre versioner
"Yesterday" siges at være den sang af alle i hele verden, der er indspillet i flest versioner. Elvis Presley indspillede sin version af sangen den 25. august 1969 under en koncert på The International Hotel i Las Vegas. Den blev udsendt på Elvis-albummet On Stage – February 1970. Elvis Presley lavede i øvrigt andre indspilninger af Beatles-melodier, fx "Lady Madonna" og "Hey Jude".
Blandt de solister og grupper, der i øvrigt har indspillet den, kan nævnes følgende:
- Joan Baez
- Liberace
- Frank Sinatra
- Ray Charles
- Wet Wet Wet
- Plácido Domingo
- Boyz II Men
- David Essex